# КрАЗ Т17.0ЕХ «Бурлак»
КрАЗ Т17.0ЕХ «Бурлак» або КрАЗ-6446 тип 3 — український супертягач, розроблений Кременчуцьким автомобільним заводом АвтоКрАЗ в 2009 році, з 17 вересня 2010 року випускається серійно.

## Опис
Попередником нового тягача була модель КрАЗ-6140ТЕ з односкатною ошиновкою всіх коліс. Після проведених випробувань КрАЗ-6140ТЕ був підданий цілому ряду доробок. Зокрема, він отримав більш затребуваний замовниками 2-дюймовий сідлово-зчіпний пристрій замість колишнього, розмір якого становив 3,5 дюйма. Під капот ж на місце знятої з виробництва V8 ЯМЗ-7511 був встановлений більш сучасний варіант ЯМЗ-6581.10, який відповідає екологічним нормативам Євро-3 потужністю ті ж 400 к.с.
Тягач КрАЗ Т17.0ЕХ призначений для транспортування напівпричепів і причепів повною масою до 75 тонн. Автомобіль працює в екстремальних природних, кліматичних і дорожніх умовах в діапазоні температур від −50 до 60 градусів Цельсія на висоті до 5 000 м над рівнем моря, долає водні перешкоди завглибшки до 1,5 м і сніговий покрив до 0,6 м.

## Будова автомобіля
- Двигун — ЯМЗ-6581.10-06 14,86 л V8 потужністю 400 к.с. при 1900 об/хв крутним моментом 1766 Нм при 1100-1300 об/хв або Deutz BF6M 1015C, або Ford.
- Коробка передач — 9-ст. ЯМЗ-2391 або 8-ст. ЯМЗ-2381 або 9-ст. ЯМЗ-1909, або 9JS200TA, або 9JS150TA-B.
- Зчеплення — ЯМЗ-184 або ЯМЗ-183, або MFZ-430.
- Передня і задня підвіски — залежні, на двох поздовжніх напівеліптичних ресорах, передня з двома гідравлічними амортизаторами, задня — балансирного типу.
- Рульовий механізм — механічний, з гідравлічним підсилювачем.
- Гальмівна система — пневматичного типу.
- Робочі гальма — гальмівні механізми барабанного типу, з внутрішніми колодками.
- Стоянкові гальма — трансмісійний гальмо барабанного типу на вихідному валу роздавальної коробки; привід механічний.
- Допоміжні гальма — дросельного типу, привід пневматичний, встановлений в системі випуску газів.
- Шини — 16.00R20 або 445/65R22,5.

## Модифікації
- КрАЗ Т17.0ЕХ «Бурлак» — цивільна модифікація.
- КрАЗ Т17.0ЕХ «Титан-02» — військова модифікація.